# Aclis eolis
Aclis eolis is een slakkensoort uit de familie van de Eulimidae. De wetenschappelijke naam van de soort is voor het eerst geldig gepubliceerd in 1947 door Bartsch.